# Барецки, Штефан
Штефан Барецки (нем. Stefan Baretzki; 24 марта 1919, Черновцы, Королевство Румыния — 21 июня 1988, Бад-Наухайм, ФРГ) — роттенфюрер СС, блокфюрер концлагеря Освенцим.

## Биография
Штефан Барецки родился 24 марта 1919 года в Черновцах в семье механика. После окончания народной школы выучился на чулочника и устроился работать на чулочную фабрику. Будучи фольксдойче, в 1940 году вместе с сестрой перебрался в Силезию, где нашёл работу в экспедиционном бюро.
В 1942 году присоединился к Войскам СС и впоследствии был откомандирован в концлагерь Освенцим, где стал блокфюрером. В ходе эвакуации Освенцима в январе 1945 года руководил транспортировкой заключённых в концлагерь Дахау. Затем служил в 32-й гренадёрской дивизии СС «30 января».

### После войны

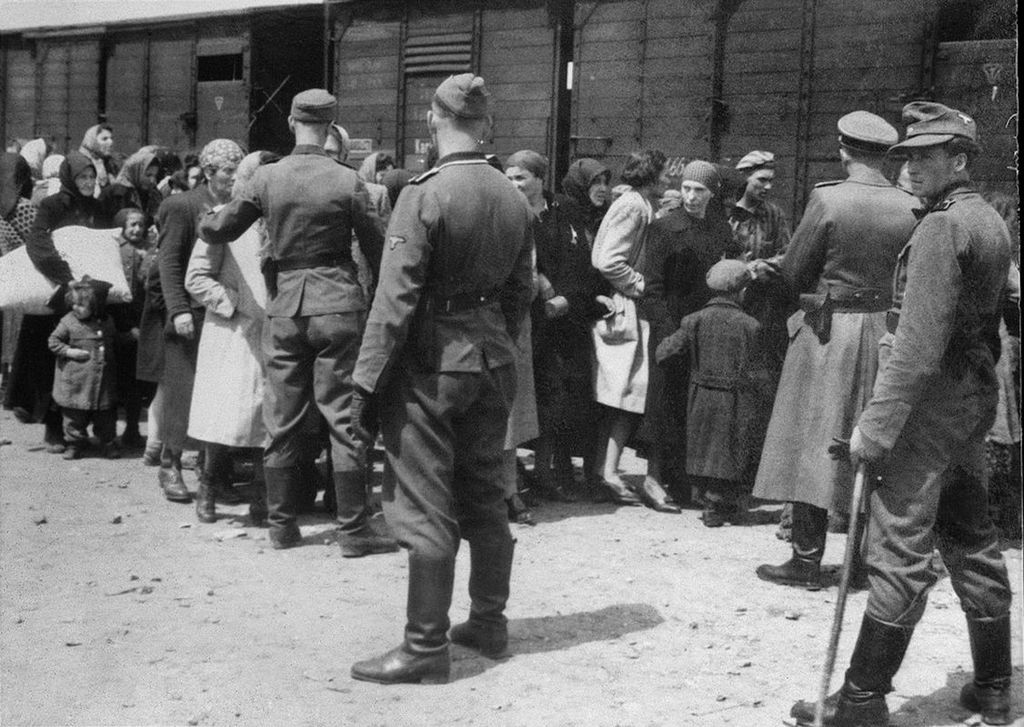
Барецки (крайний справа) во время селекции на железнодорожной платформе в Освенциме

В мае 1945 года оказался в советском плену, однако спустя два месяца был выпущен. Потом работал в Плайдте на предприятии по продаже угля. В 1953 году за побои был осуждён на 21 день ареста. В апреле 1955 года за сопротивлению ареста был оштрафован на 75 дойчмарок, а в 1956 году должен был выплатить штраф в размере 300 марок.
В январе 1959 года в гессенскую прокуратуру поступил список, в котором Барецки был отмечен как член расстрельной команды. Определение его местонахождения затянулось на год, вследствие чего он был арестован только в апреле 1960 года. Барецки вменялось участие в отборе заключённых для отправки в газовую камеру, повешениях, отдельных убийствах, а также участие в ликвидации «Терезиенштадского семейного лагеря». На Освенцимском процессе во Франкфурте-на-Майне 20 августа 1965 года был приговорён к пожизненому заключению и дополнительно к 8 годам заключения за убийство в 5 случаях, пособничество в убийстве в 11 случаях и соучастие в убийстве 3000 человек. Однажды он забил одного заключённого до смерти, а другого утопил в водоёме. В июне 1988 года, находясь в заключении, совершил самоубийство.